# Люспестоопашат посум
Люспестоопашатият посум (Wyulda squamicaudata) е вид бозайник от семейство Phalangeridae, единствен представител на род Wyulda.

## Разпространение и местообитание
Разпространен е в Австралия.